# 陈济棠公馆
陈济棠公馆位于中国广州市中山一路梅花村3号，是一座园林化布局的西式住宅建筑。
其是一座红砖清水墙的两层半西式别墅，坐北向南，院门朝东，砖、混凝土混合结构，面积4000多平方米。共分为主楼、后楼、东楼和西楼，中间用天桥连接，主楼正面旁边的墙上刻有“陈济棠公馆”五字。主楼前建有传统中国园林的石山鱼池、六角凉亭，由于陈济棠相信风水，公馆布局按照“左青龙、右白虎，前朱雀、后玄武”的堪舆四灵兽模式设计，主楼前原有的石山鱼池是朱雀、后楼是玄武、东面林直勉公馆为青龙、西面陈济棠公馆是白虎。由于陈济棠酷爱梅花，在公馆门前及周边马路两旁广植梅花，故该处有梅花村之称。
1930年陈济棠在其政治生涯的最高峰在此兴建公馆，由工务局技师罗明燏设计，建成后成了中国国民党政要人士聚会之所。中华人民共和国成立之时，蒋介石曾住在此。1993年8月9日被公布为第四批广州市文物保护单位，现为广东省妇女联合会所用。